# U-17-Fußball-Südamerikameisterschaft 2007
Die U-17-Fußball-Südamerikameisterschaft 2007 fand vom 4. März 2007 bis zum 25. März 2007 in Ecuador statt.
Die vier nach Abschluss des Turniers bestplatzierten Auswahlmannschaften qualifizierten sich für die U-17-Weltmeisterschaft 2007 in Südkorea. Die sechs bestplatzierten Teams erwarben die Startberechtigung für die in Rio de Janeiro ausgetragenen Panamerikanischen Spiele 2007.
Ausgetragen wurden die Begegnungen zur Ermittlung des Turniersiegers in den Städten Latacunga, Ambato, Riobamba, Ibarra und Quito. Gespielt wurde in zwei Fünfer-Gruppen und einer anschließend ebenfalls im Gruppenmodus ausgetragenen Finalphase mit sechs Mannschaften. Es nahmen am Turnier die Nationalmannschaften Argentiniens, Boliviens, Brasiliens, Chiles, Ecuadors, Kolumbiens, Paraguays, Perus, Uruguays und Venezuelas teil. Aus der Veranstaltung ging die U-17 Brasiliens als Sieger hervor. Die Plätze zwei bis sechs belegten die Nationalteams aus Kolumbien, Argentinien, Peru, Venezuela und Ecuador.